# Drahov
Drahov (en allemand : Drahles) est une commune du district de Tábor, dans la région de Bohême-du-Sud, en République tchèque. Sa population s'élevait à 152 habitants en 2023.

## Géographie
Drahov se trouve à 5 km à l'est-sud-est du centre de Veselí nad Lužnicí, à 28 km au sud-sud-est de Tábor, à 30 km au nord-est de České Budějovice et à 97 km au sud-sud-est de Prague.
La commune est limitée par Zlukov, Újezdec et Pleše au nord, par Kardašova Řečice à l'est et au sud-est, par Val au sud, et par Vlkov et Veselí nad Lužnicí à l'ouest.

## Histoire
La première mention écrite du village date de 1359.

## Galerie

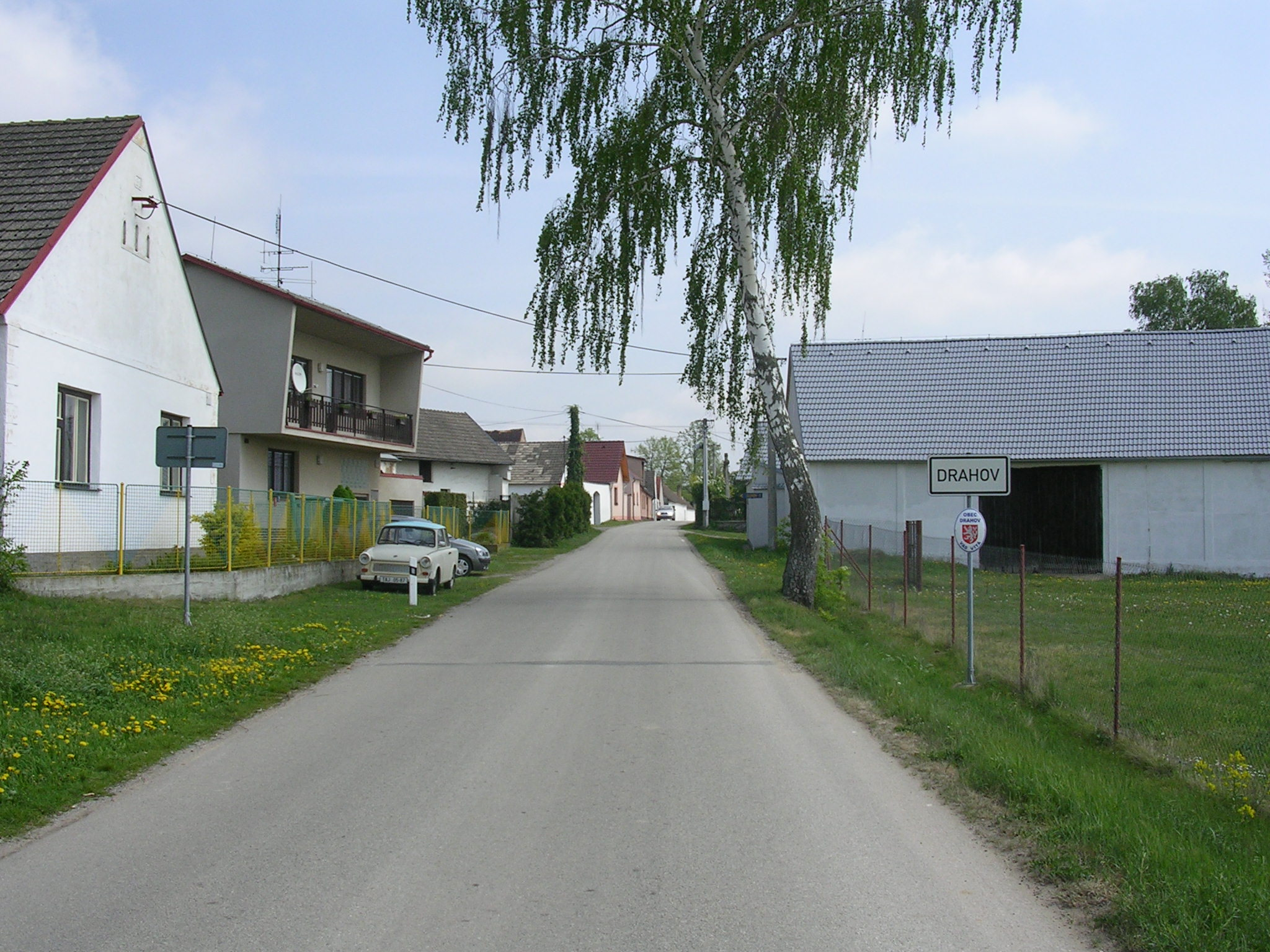
Rue de Drahov.
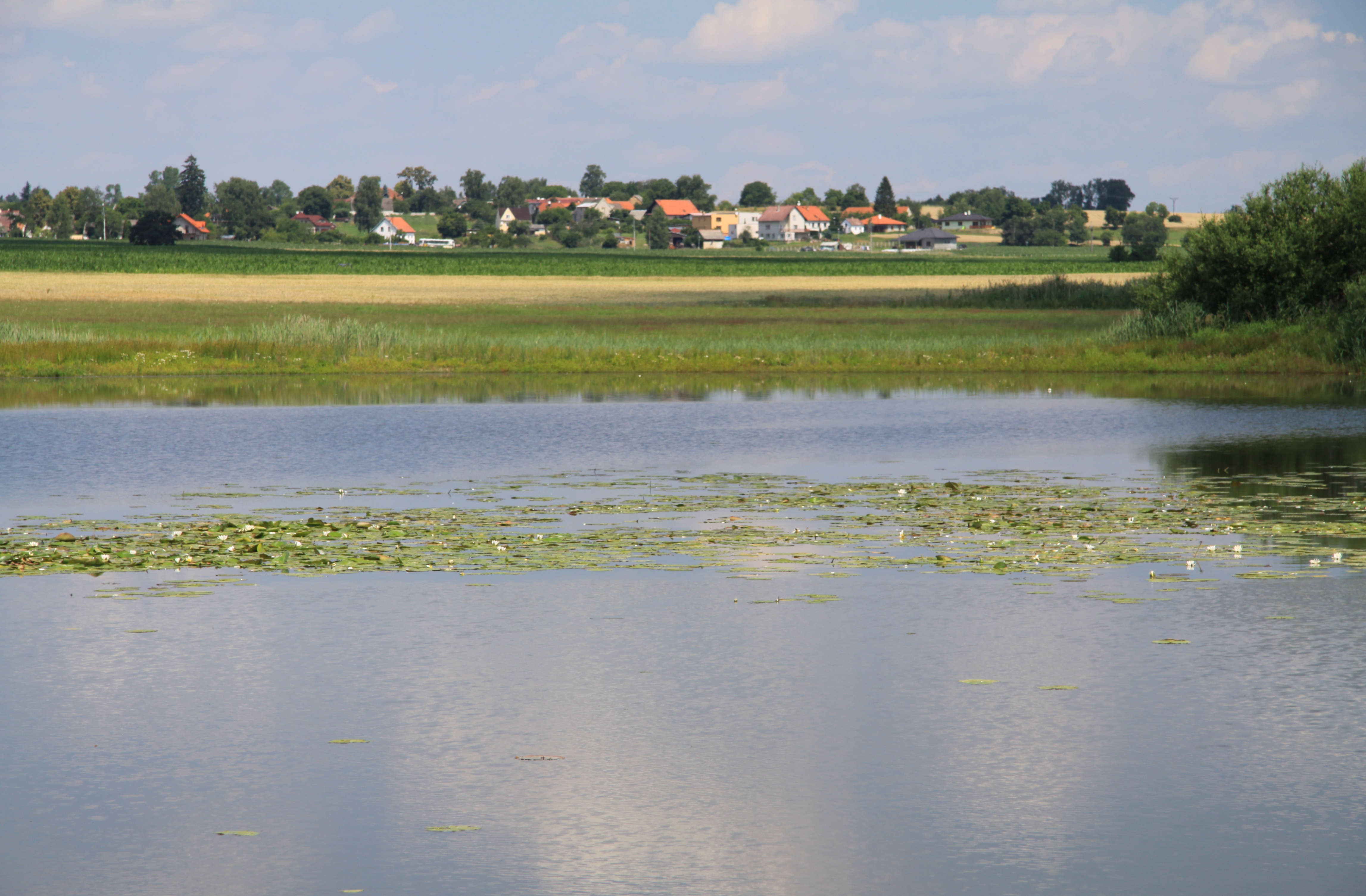
Étang Fararsky.

## Transports
Par la route, Drahov se trouve à 4,5 km de Veselí nad Lužnicí, à 12 km de Soběslav, à 21 km de Jindřichův Hradec, à 33 km de Tábor et à 120 km de Prague.